# Lekh Lekha
Lekh Lekha (hébreu : לך לך « Va pour toi ») est la troisième parasha (section de lecture) du cycle annuel de lecture de la Torah. Désignée par ses premiers mots, elle va de Genèse 12:1 à 17:27, et comprend dans le texte hébraïque tel qu’il a été transmis par l’école massorétique de Tibériade 6 336 lettres et 1 686 mots répartis sur 126 versets. Elle est lue en terre d’Israël comme en Diaspora le troisième Shabbat après Sim'hat Torah, généralement en octobre ou en novembre.

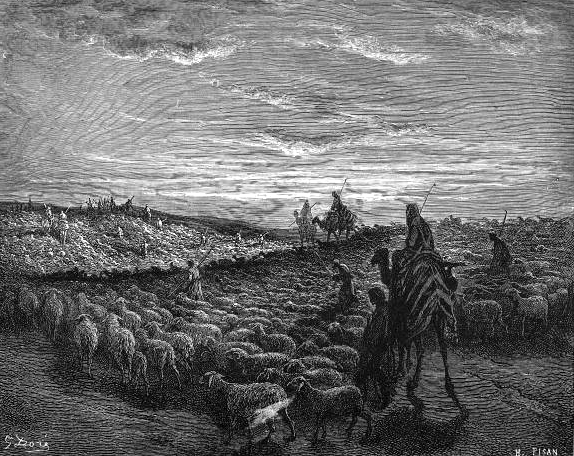
Abraham voyageant dans le pays de Canaan (illustration de Gustave Doré)

## Lecture de la parasha
Lekh Lekha comporte trois divisions « ouvertes » (équivalant grosso modo à des paragraphes, indiquées dans les codex par un saut de ligne et dans les éditions courantes par la lettre פ), lesquelles comprennent elles-mêmes des divisions « fermées » (indiquées dans les codex par un espace blanc entre deux phrases et dans les éditions courantes par la lettre ס).

### Divisions de la parasha lors de la lecture synagogale du sabbath
La lecture synagogale de la parasha le sabbath, est traditionnellement divisée en sept « montées », pour lesquelles un membre différent de la congrégation est appelé à lire. La première montée échoit traditionnellement à un cohen, la seconde à un levi, les suivantes à un israël (ni cohen ni levi). La septième montée comporte une sous-section, le maftir, qui est répétée après la conclusion des sept montées par la personne qui lira ensuite la haftara.

#### Première montée (Genèse 12:1-13)
YHWH appelle Abram et lui dit de quitter famille et patrie pour faire route vers le pays de Canaan. Il lui promet de faire de lui une grande nation, de le bénir, de faire de son nom un grand nom, et qu’il sera une bénédiction car « Je bénirai ceux qui te béniront, et qui t'outragera je le maudirai; par toi seront bénies toutes les familles de la terre ». Répondant à l’appel divin, Abram quitte ’Haran à l’âge de 75 ans, accompagné de Loth, fils de son frère décédé, et prenant outre celui-ci, sa femme Saraï, son neveu Loth, les biens et les gens que lui et Saraï ont acquis à ’Haran, pour faire route vers le pays de Canaan (Genèse 12:1-5). Abram traverse le pays, alors habité par le Cananéen, jusqu’au térébinthe de Mamré à l’endroit de Sichem. YHWH lui apparaît et lui dit qu’il destine le pays à sa descendance. Abram érige un autel en ce lieu avant de se diriger vers le sud, établissant un autre autel au cours de ses pérégrinations (Genèse 12:6-9).
Une lourde famine le pousse à descendre vers l’Égypte ; alors qu’il s’apprête à y entrer, il prie sa femme Saraï dont il connaît la beauté, de se présenter comme sa sœur afin que les Égyptiens n’aient pas l’idée de le tuer lorsqu’ils la verront (Genèse 12:10-13).

#### Deuxième montée (Genèse 12:14–13:4)
Saraï est effectivement remarquée pour sa beauté alors que le couple entre en Égypte ; les ministres du Pharaon font si bien son éloge qu’elle est prise dans le palais du souverain; Pharaon prit Saraï pour femme (Gn 12,14–15.) Grâce à elle, Abram acquit des moutons, des taureaux, des ânes, des esclaves et des chameaux, mais Dieu affligea le Pharaon et sa maison de fortes plaies (Gn 12,16–17), que le roi reconnut comme signe de Dieu. Le Pharaon demanda à Abram pourquoi n'avoir pas dit que Saraï était son épouse (Gn 12,18–19.) Le souverain rendit Saraï à Abram, et le fit conduire hors d'Égypte avec sa femme et toutes ses possessions (Gn 12,19–20.)
Le pharaon la prend et donne à Abram de nombreux présents, mais, frappé dans sa chair, il doit rendre son épouse à Abram, qu'il renvoie d'Égypte avec une fortune considérable.
 À la suite d'une dispute entre leurs bergers, Loth s'installe dans la vallée du Jourdain, près de Sodome, très fertile à cette époque. Cependant, les rois de cette région, vassaux du roi d'Élam, se révoltent contre lui, avant d'être écrasés par une coalition d'Elam avec des potentats mésopotamiens. Loth fait partie du butin de guerre.
Abram, à la tête de 318 hommes, part en campagne pour le libérer, et défait les rois orientaux. Prélevant à son retour la dîme pour Melchisédek, le prêtre du Dieu Suprême, il restitue intégralement le butin à ses propriétaires originels. Dieu conclut avec lui une alliance, lui promettant une descendance innombrable et le don de la terre du Nil à l'Euphrate. Il lui annonce cependant que ses enfants connaîtront l'exil dans un pays « pas à eux. »
Saraï, toujours stérile, donne à Abram sa servante Hagar pour que celle-ci ait un enfant de lui. Cependant, la servante enceinte humilie sa maîtresse. Brutalisée par celle-ci, elle s'enfuit. Dans le désert, un ange lui ordonne de retourner chez sa maîtresse et promet une descendance nombreuse au fils qu'elle porte, et qu'elle nomme Ishmaël.
Abram est âgé de 99 ans lorsque Dieu Se révèle une nouvelle fois à lui, le renomme Abraham et sa femme, Sarah, et lui ordonne de se circoncire, lui et ses descendants. Dieu lui annonce la venue d'un fils, Yitzhak.
Les sections de la parashat Lekh Lekha sont:
- rishon: Avram fait route vers Canaan à la suite de l'injonction divine ; ayant établi sa tente à Elon Mamré, une famine le contraint à se rendre en Égypte (Gen. 12:1-13)
- sheni: Abram, craignant pour sa vie, demande à Saraï de se faire passer pour sa sœur. Ses prévisions se révèlent exactes, Saraï est menée au Pharaon, qui veut dédommager Abram en bétail. Dieu frappe le pharaon, qui restitue son épouse à Abram et le renvoie d'Égypte sans coup férir (Gen. 12:14-13:4)
- shlishi: Abram se sépare de son neveu Loth, qui fait route vers Sodome. Dieu promet à Abram qu'il aura une descendance innombrable, qui héritera de la terre (Gen. 13:5-18)
- revi'i: Abram part à la rescousse de Loth, fait prisonnier par les forces d'Elam, et les défait; il donne la dîme du butin à Melchisédek et restitue le reste au roi de Sodome (Gen. 14:1-20)
- hamishi: Dieu réitère à Abram sa promesse d'une descendance nombreuse (Gen 14:21-15:6)
- shishi: à 70 ans, Abram reçoit l'« alliance entre les parties. » Saraï lui donne Hagar sa servante. Celle-ci, enceinte entre en conflit avec sa maîtresse, est chassée et revient au camp. Après la naissance d'Ishmaël, Abram est renommé en Abraham (Gen. 15:7-17:6)
- shevi'i: Dieu prescrit à Abraham le rite de la circoncision pour lui et sa descendance. Saraï est renommée Sarah, et Dieu assure à Abraham que lui et Sarah auront un fils malgré leur vieil âge. Abraham, âgé de 99 ans, et sa maison se circoncisent (Gen. 17:7-26)
  - maftir: La circoncision d'Abraham (Gen. 17:24-26)

### Divisions de la parasha lors de la lecture synagogale du lundi et du jeudi
Une lecture publique de la parasha fut instaurée par Ezra le Scribe le lundi et le jeudi à la synagogue. Cette lecture, sensiblement plus courte, ne comprend que trois sections, la première réservée au cohen, la seconde au levi, la troisième à un israël
- Section du cohen: Bereshit 12:1-3[3]
- Section du levi: Bereshit 12:4-9[3]
- Section de l'israël: Bereshit 12:10-13[3]

### Maqam
Un maqam est un système de modes musicaux utilisé dans la musique arabe mélodique classique. Les juifs originaires des pays orientaux (Afrique du Nord, Syrie) s'en sont inspirés, et adaptent la mélodie de la liturgie du Shabbat en fonction du contenu de la parasha de cette semaine. Ils emploient 10 maqam différents, possédant chacun son usage propre.
Le maqam utilisé lors du sabbath au cours duquel on lit la parashat Lekh Lekha est le Maqam Sabah, symbllisant une alliance, ici la brit milah.

## Lekh Lekha dans la tradition rabbinique
La vie d'Abraham dans ses jeunes années est peu, voire pas évoquée, ni dans cette parasha, ni dans la précédente. Le Midrash, en se demandant pourquoi Dieu a choisi Abraham, tente de combler cette lacune. Rabbi Hiyya élabore à partir du verset "Et Haran mourut devant son père" le militantisme monothéiste du jeune Abraham (Bereshit Rabba 38:13.)
La Mishna (Pirke Avot 5:3) enseigne qu'Abraham subit 10 épreuves — à partir du verset Gn 12,1 — et les endura toutes.
 Le Talmud de Babylone (Rosh Hashana 16b) enseigne que certains ont déduit de Gn 12,1–2 qu'un changement de lieu peut annuler la perte d'un homme, mais que d'autres ont contesté cela, disant que c'est le mérite de la Terre d'Israël qui a sauvé Abraham.
Rav Yehouda déduisit de Gn 12,3 que refuser de dire la grâce lorsqu'on reçoit un verre à bénir est l'une des trois choses qui peuvent raccourcir une vie d'homme. (T.B Berakhot 55a.) Rabbi Yehoshoua ben Levi a lui aussi déduit de Gn 12,3 que tout cohen qui prononce la bénédiction est lui-même béni. (T.B Sotah 38b.)
Resh Lakish déduisit de Gn 12,5 que la Torah considère l'homme qui enseigne la Torah au fils de son voisin comme s'il l'avait façonné. (T.B Sanhedrin 99b.)
La Mishna (Sota 7:5; T.B Sota 32a) considère que les térébinthes de Moreh où Abraham avait séjourné (Gn 12,6) sont les mêmes que les térébinthes de Moreh vers lesquelles Moïse dirigea les Israélites pour entendre les bénédictions au Mont Guerizim et les malédictions au Mont Ebal (Dt 11,30). Le Talmud (T.B Sota 33b) considère que toutes deux sont les mêmes que Shechem.
Les Rabbanim ont déduit de Gn 12,10 que lorsqu'il y a une famine dans la ville, on se doit d'émigrer (T.B Baba Kama 60b.) Rav a déduit de Gn 12,11 qu'Abraham n'avait même pas regardé sa propre femme avant cela (T.B Baba Batra 16a.) Rabbi Helbo a déduit de Gn 12,16 qu'un homme doit toujours observer l'honneur dû à sa femme, car les bénédictions ne demeurent sur le foyer que par elle. (T.B Baba Metzia 59a.)
Le Talmud se base également sur la conversation d'Abraham avec Dieu dans le Gn 15,1-21, pour faire demander à Abraham :
"Maître de l'Univers, si Israël venait à pécher devant toi, ferais-Tu avec eux ce que Tu as fait avec la génération du Déluge et la génération de la Dispersion ?"
"Non", répondit Dieu
Abraham Lui dit alors "Maître de l'Univers, ‘laisse-moi savoir avec quoi j'hériterai de cela.’" (Gn 15,8)
Dieu répondit :"Prends Moi une génisse de trois ans d'âge et une chèvre de trois ans d'âge." (Gn 15,9)
Abraham continua alors : "Maître de l'Univers! Cela ne vaut que tant que le Temple de Jérusalem existe, mais lorsque le Temple ne sera plus, que leur arrivera-t-il ?"
Dieu répondit: "J'ai déjà depuis longtemps pourvu pour eux dans la Torah l'ordre des sacrifices, et chaque fois qu'ils le liront, Je le compterai comme s'ils les avaient offerts devant Moi, et Je leur accorderai le pardon pour toutes leurs iniquités." (T.B Ta'anit 27b.)
La Mishna a déduit (Sanhedrin 10:3) de Gn 13,13 que les gens de Sodome n'avaient pas de part au monde à venir.
Rabbi a déduit de Gn 17,1 que ce n'est qu'après qu'Abraham se fut circoncis qu'il fut considéré complet et entier (Mishna Nedarim 3:11).
La Mishna (Keritot 1:1) note que transgresser le commandement de la circoncision (Gn 17,14) est l'une des 36 transgressions qui vaut à son transgresseur d'être retranché de son peuple.

## Commandements
La Torah comporte, selon la tradition rabbinique, 613 prescriptions. Différents sages ont tenté d'en établir un relevé dans le texte biblique.
Selon deux de ces computs les plus célèbres, le Sefer Hamitzvot et le Sefer HaHinoukh, la parashat Lekh Lekha comporte une prescription (« commandement ») positive :
- La prescription de la circoncision (brit milah) Gn 17,10

## Haftara
La haftara est une portion des livres des Neviim ("Les Prophètes") qui est lue publiquement à la synagogue après la lecture de la Torah. Elle présente généralement un lien thématique avec la parasha qui l'a précédée.
La haftara pour la parashat Lekh Lekha:
- pour les Ashkénazes et les Sépharades: Isaïe 40:27–41:16
  - Isaïe 41:2-4 évoque l'expédition d'Abram contre les quatre rois qui en avaient vaincu cinq; quelques versets plus loin (41:8-10), le prophète parle de l'alliance contractée avec Abraham.
- pour les Karaïtes: Josué 24:3–18
  - Le passage évoque la concrétisation de la conquête d'Abraham.